# Give (álbum de The Bad Plus)
Give é o terceiro álbum de estúdio lançado pelo trio de jazz estadunidense The Bad Plus, que adota como gênero, também, a fusão jazz rock. Alberga adaptações de títulos de Ornette Coleman (Street Woman), The Pixies (Velouria), e, ainda, Black Sabbath (Iron Man).

## Lista de faixas
| Lista de faixas |                                                 |                                                     |         |  |
| N.º             | Título                                          | Compositor(es)                                      | Duração |  |
| 1.              | "1979 Semi-Finalist"                            | David King                                          | 5:18    |  |
| 2.              | "Cheney Piñata"                                 | Ethan Iverson                                       | 4:49    |  |
| 3.              | "Street Woman"                                  | Ornette Coleman                                     | 3:58    |  |
| 4.              | "And Here We Test Our Powers of Observation"    | Reid Anderson                                       | 4:22    |  |
| 5.              | "Frog and Toad]"                                | King                                                | 3:37    |  |
| 6.              | "Velouria"                                      | Charles Thompson                                    | 5:37    |  |
| 7.              | "Layin' a Strip For the Higher-Self State Line" | King                                                | 4:17    |  |
| 8.              | "Do Your Sums/Die Like a Dog/Play For Home"     | Iverson                                             | 5:05    |  |
| 9.              | "Dirty Blonde"                                  | Anderson                                            | 3:42    |  |
| 10.             | "Neptune (The Planet)"                          | Anderson                                            | 5:30    |  |
| 11.             | "Iron Man"                                      | Geezer Butler, Tony Iommi, Ozzy Osbourne, Bill Ward | 6:02    |  |
| Duração total:  | Duração total:                                  | Duração total:                                      | 52:23   |  |

A depender da edição, as trilhas elencadas abaixo podem ser etiquetadas como "trilhas bônus".
| Faixas bônus |                           |                                               |         |  |
| N.º          | Título                    | Compositor(es)                                | Duração |  |
| 12.          | "Knowing Me, Knowing You" | Benny Andersson, Stig Anderson, Björn Ulvaeus | 4:23    |  |
| 13.          | "Every Breath You Take"   | Sting                                         | 6:33    |  |

| Críticas profissionais | Críticas profissionais |
| Pontuações agregadas   | Pontuações agregadas   |
| Fonte                  | Avaliação              |
| ---------------------- | ---------------------- |
| Metacritic             | 75/100                 |
| Avaliações da crítica  |                        |
| Fonte                  | Avaliação              |
| AllMusic               | [ 2 ]                  |
| Pitchfork Media        | (5,6/10)               |
| Rolling Stone          | [ 4 ]                  |

## Pessoal
- Ethan Iverson – piano;
- Reid Anderson – contrabaixo;
- David King – bateria;
- Tchad Blake – produtor.